# Sîshëë
Le sîshëë, aussi appelé zire, sîchë ou nerë, est une langue kanak de la famille austronésienne parlée dans l'Aire coutumière Ajië-Aro de la province Sud, en Nouvelle-Calédonie. En 2009, on recense environ 19 locuteurs.